# 阿富汗酋長國 (1929年)
阿富汗酋長國（普什圖語：سقاوویان），又譯阿富汗大公國，是1929年由薩卡維派統治的短暫政權。在阿富汗內戰薩卡維主義者提出重建阿富汗酋長國與復辟君主制為主張，獲得了國內右派和極右民眾與組織的支持。1929年1月薩卡維主義者攻佔喀布爾，其領袖哈比布拉·卡拉卡尼自立為阿富汗國王兼埃米爾，直至1929年10月，阿富汗王國政府奪回喀布爾後，薩卡維政府才倒台。共統治喀布爾阿富汗政府10個月左右，此時期也被稱為薩卡維時期或薩卡維主義者統治時期。

## 歷史
1924年3月，塔吉克人哈比布拉·卡拉卡尼在離開阿富汗皇家軍隊後，參與了各大反政府運動，並在薩卡維運動擔任主要領袖。
1928年11月，賈拉拉巴德發生部落叛亂，薩卡維主義者包圍賈巴爾-西拉吉，阿富汗內戰爆發。
1929年1月，薩卡維運動攻占首都喀布爾，宣布改國號為阿富汗酋長國，定都喀布爾，開始了10個月左右的薩卡維時期或稱薩卡維主義者統治時期。
1929年10月，阿富汗皇家軍奪回喀布爾，結束了薩卡維時期。

## 政治
薩卡維主義者在阿富汗統治時期，實施保守的治理方式，獲得虔誠的穆斯林支持。薩卡維主義者掌權廢除了征兵和稅收，並關閉了學校，禁止女性受教，同時打壓異己剷除反政府聲音，薩卡維主義者稱那些反政府的人為「卡菲勒」。

### 政府官員
- 沙伊爾·揚（Shayr Jan），前騎兵指揮官，擔任法院部長。
- 阿塔·哈克擔任外交部長。
- 阿卜杜勒·加富爾·汗（Abd al-Ghafur Khan），薩菲部落穆罕默德·沙阿·塔拉比(Muhammad Shah Tarabi)之子，擔任內政部長。
- 馬利克·穆赫辛（Malik Muhsin）擔任中央省行政長官。
- 賽義德·侯賽因擔任國防部長。
- 普爾迪爾汗擔任陸軍元帥。
- 阿卜杜勒·瓦基勒·汗（Abd al-Wakil Khan）與普爾迪爾·汗（Purdil Khan）一起擔任陸軍元帥。
- 哈米德·安拉被稱為“榮譽薩爾達”。
- 賽義德·穆罕默德擔任阿爾格軍指揮官。
- 米爾扎·穆吉塔巴·汗（Mirza Mujtaba Khan）擔任財政部長。
- 穆罕默德·馬哈夫茲擔任戰爭部長。

## 行政區劃

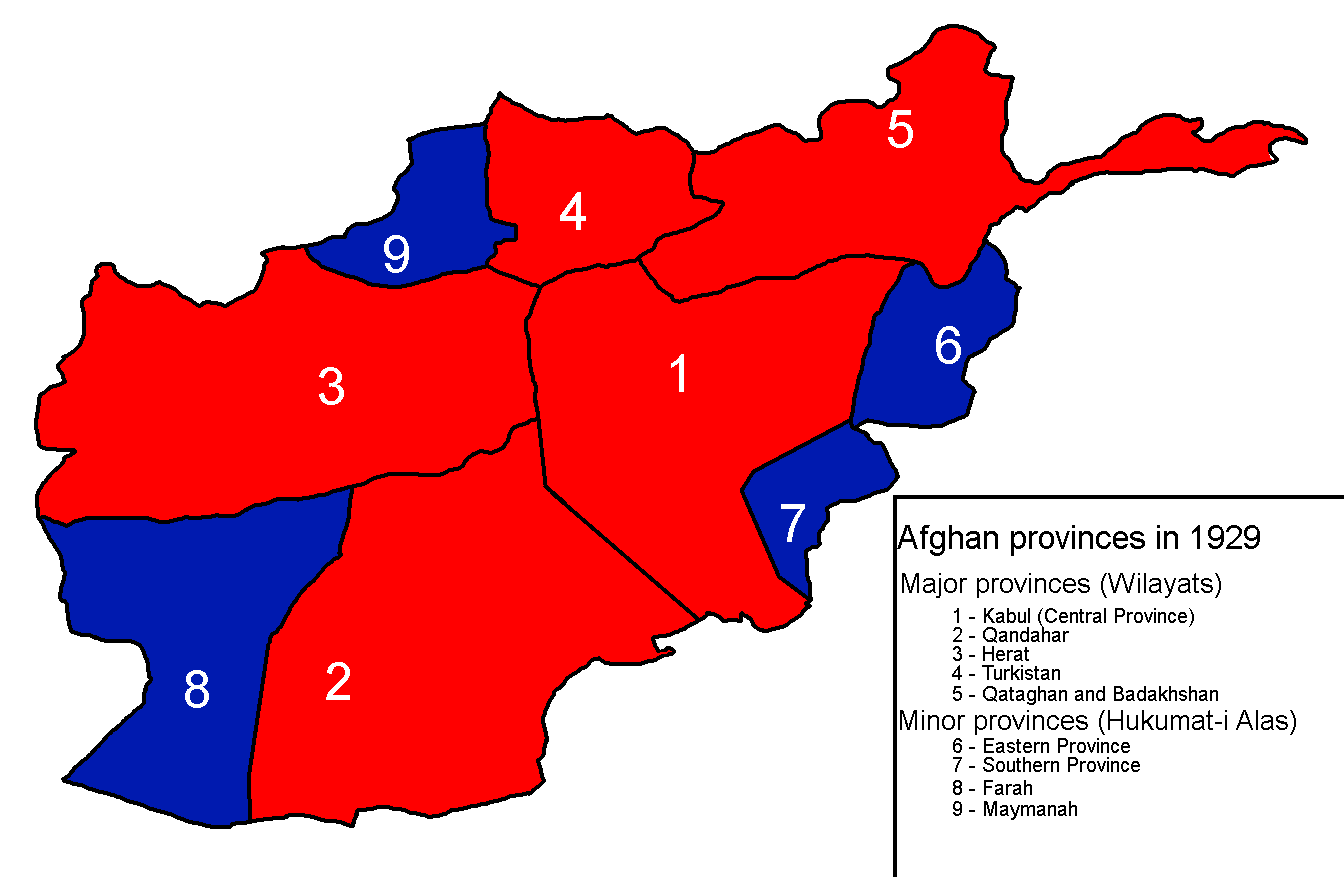
1929年的阿富汗行政區劃

當時的阿富汗一級行政區劃如下（阿富汗酋長國未全部佔領）：
1. 喀布爾
2. 坎達哈
3. 赫拉特
4. 突厥斯坦（英语：Turkestan Province）
5. 卡塔汗和巴達赫尚（英语：Qataghan-Badakhshan Province）
6. 東方省
7. 南方省
8. 法拉赫
9. 邁馬納

## 意識形態
薩卡維派的意識形態包含了各種右翼的意識形態，包含：伊斯蘭保守主義、伊斯蘭主義、反什葉派、親塔吉克主義、反共主義及民族主義，甚至被不少民主國家稱為伊斯蘭法西斯主義，因為除了宗教信仰外，薩卡維治下的阿富汗如同當時的法西斯國家，尤其薩卡維政府在踐踏人權與限制自由的方面，更是受到外界與國際的批評。

## 外交
薩卡維政府的阿富汗酋長國在國際上無法獲得大部分的國家承認，但薩卡維政府卻有著其他盟友，如：巴斯瑪奇運動。

## 國旗
1929年，薩卡維政府佔領喀布爾建國後，主要以組織的三色旗作為國旗。後來在赫拉特地區，當地塔吉克族不滿阿富汗王國政府，於是爆發塔吉克叛亂。塔吉克叛亂的旗幟類似於薩卡維運動的旗幟，後來甚至在薩卡維政府中同時使用，直到政府滅亡才廢止。
| 國旗 | 國家           | 使用           |
| ---- | -------------- | -------------- |
|      | 薩卡維阿富汗   | 1929年         |
|      | 赫拉特塔吉克族 | 1929年－1930年 |